# Circonvoluzione temporale trasversa
Le circonvoluzioni temporali trasverse (conosciute anche con il nome di circonvoluzioni di Heschl o convoluzioni temporali trasverse di Heschl dal nome dell'anatomista austriaco Richard Ladislaus Heschl) si trovano nell'area della corteccia primaria uditiva. Tali circonvoluzioni sono approfondite nel solco laterale del cervello umano (al punto che sono visibili solo quando si procede a divaricare la fissura laterale), si approfondiscono nel cervello fino al lobo dell'insula. Queste convoluzioni vengono ad occupare la zona 41 di Brodmann. Si tratta della prima struttura corticale deputata ad elaborare le informazioni uditive che vengono percepite. 
Da un punto di vista strettamente anatomico le circonvoluzioni temporali trasverse possono essere distinte in due tipi. Le circonvoluzioni del primo tipo si portano verso il centro del cervello, seguendo un andamento latero-mediale. Le circonvoluzioni del secondo tipo hanno invece un andamento simile a quello delle altre circonvoluzioni temporali e cioè si portano in direzione antero-posteriore.
Studi di imaging basati sulla risonanza magnetica funzionale (fMRI) hanno evidenziato che le circonvoluzioni temporali trasverse vengono ad essere attive durante l'elaborazione degli stimoli uditivi e che è possibile realizzare delle specifiche mappature tonotopiche di questa regione. 
Studi recenti hanno anche evidenziato che i neuroni delle circonvoluzioni di Heschl si attivano in soggetti in preda ad allucinazioni uditive, fornendo così un modello interessante per lo studio delle percezioni sensoriali generate internamente che sono però attribuite a fonti esterne. È possibile inoltre verificare una certa diminuzione progressiva delle convoluzioni temporali trasverse di Heschl in soggetti con un primo episodio di schizofrenia, a differenza dei pazienti con primo episodio di psicosi affettiva e di soggetti di controllo.
Verosimilmente una certa vulnerabilità a sviluppare allucinazioni uditive potrebbe essere dovuta a interazioni anomale tra le circonvoluzioni di Heschl ed altre aree corticali coinvolte nella percezione ed elaborazione dei discorsi, del linguaggio e della memoria.